# 김태호 (1974년)
김태호(金兌祜), 1974년 3월 23일 ~ )은 대한민국 서울특별시의회 의원이다.

## 학력
- 성동고등학교
- 경상대학교
- 고려대학교 정책대학원 도시 및 지방행정학과

## 경력
- 2012.02 ~ : 한국줄넘기협회 회장
- 2018년 7월 1일 ~ 2022년 6월 30일 : 제10대 서울특별시의회 의원
  - 2018.07 ~ 2022.06: 제10대 서울특별시의회 전,후반기 교통위원회 위원

## 역대 선거 결과
|  | 60.8% |

|  | 37.96% |